# Julio Videla
Julio Sergio Videla Cabezas (Valparaíso, 15 de enero de 1944-Viña del Mar, 13 de noviembre de 2020) fue un presentador de televisión y locutor de radio chileno.

## Biografía
Estudió su educación secundaria en el Liceo 14 de La Cisterna (hoy Liceo Polivalente Juan Gómez Millas) de El Bosque, en Santiago.

### Trayectoria en radio
En 1968 debutó trabajando como locutor en Radio Carrera. Al año siguiente se trasladó a Radio Corporación, estando a cargo del bloque nocturno a partir del 1 de julio de 1971, y donde estaba transmitiendo cuando se produjo el golpe de Estado de 1973. Posteriormente trabajó en Radio Balmaceda (1973-1975) y Radio Portales de Santiago, donde condujo Portaleando la mañana entre 1976 y mayo de 1988.
Mientras desarrollaba su carrera televisiva, se mantuvo permanentemente en la radio. Tras su paso por Radio Portales, pasó por Radio Gigante (junio de 1988-septiembre de 1989), Radio Monumental (octubre de 1989-diciembre de 1991), Radio Chilena (febrero de 1992-mayo de 1999), Radio Romance (julio de 1999), Radio Para Ti (agosto de 1999-diciembre de 2006) y Radio Cooperativa (julio de 2008-enero de 2019), donde condujo Tus años cuentan.

### Salto a la televisión
Su debut televisivo fue en Canal 13, donde participó como coanimador en Campeonato estudiantil (1973-1974) y como presentador en Tribunal de la risa (1979). Fue uno de los rostros que participó en la primera Teletón, realizada en 1978.
Más tarde trabajó en Canal 11, Universidad de Chile Televisión, donde condujo Cordialmente (1988-1991), emitido al mediodía. El espacio tuvo como novedad sacar al aire a televidentes mediante llamados telefónicos, lo cual era un «recurso permanente de Videla en la radio».
Posteriormente emigró a Megavisión, donde fue el presentador de programas como Acompáñeme (1992-1995) —que siguió el formato y horario de Cordialmente—, un estelar llamado. Juntémonos con Julio (1996-1998), y el programa satélite del Festival Internacional de la Canción de Viña del Mar, Acompáñeme al Festival (1994-1996, 1998-1999).
Tras un breve paso por UCV Televisión (2000-2001), donde condujo Ruta 68 junto con Vanessa Reiss, volvió a Canal 13, donde animó Con ustedes (2002-2004).y el año (2002) condujo Venga Conmigo en reemplazo de José Alfredo Fuentes por que operado de urgencia del corazón.  
Desde entonces tuvo apariciones esporádicas en televisión, manteniéndose en radio. Fue rostro publicitario de Té Club (1988), Confort (1990-1995) y Pepsi (2015).

## Fenómeno de Internet
En 2012 Natalia González, una joven chilena aficionada a su figura, creó dos cuentas parodia en Twitter y Facebook llamadas «Julio Videla 1», creando un personaje ficticio en paralelo, que entre sus características, destacaba por su escritura con su propia ortografía y vocabulario, mezclando y parafraseando palabras típicas del español chileno, además de los chascarros que le ocurrían al publicar contenido por error, al no ser un nativo digital. A tal llegó su popularidad, que en 2015, el propio Julio grabó una serie de comerciales para Pepsi Chile, parodiándose a sí mismo en base al personaje.

## Fallecimiento
Falleció el 13 de noviembre de 2020 después de sufrir un infarto al interior de un sauna del edificio donde residía de la comuna de Viña del Mar a los 76 años de edad, razón por la cual también sufrió quemaduras de segundo grado debido al vapor del lugar.